# Il portinaio
Il portinaio (The New Janitor) è un cortometraggio del 1914 scritto, diretto, montato e interpretato da Charlie Chaplin. Prodotto dalla Keystone Pictures Studio, il film fu completato il 3 settembre 1914 e distribuito negli Stati Uniti dalla Mutual Film il 24 settembre. Durante la produzione di questo film (in particolare mentre girava la scena del licenziamento), secondo la sua autobiografia, Chaplin si rese conto di "essere in grado di suscitare il pianto, oltre che il riso". In italiano è stato trasmesso in TV col titolo Charlot portiere.

## Trama
Charlot è il custode di un palazzo di uffici. In uno di essi, un dirigente riceve una lettera da parte di un certo Luke Connors che lo invita a pagare in giornata i suoi debiti di gioco, pena l'esposizione pubblica degli stessi. Nel frattempo, Charlot fa accidentalmente cadere dalla finestra un secchio d'acqua che finisce in testa al direttore dell'azienda, e viene licenziato. Intanto il dirigente indebitato, sollecitato da Connors, decide di rubare i soldi che gli servono dalla cassaforte del direttore approfittando di una sua assenza, ma viene colto in flagrante dalla segretaria. Il dirigente la immobilizza e la minaccia con una pistola, ma la ragazza prima di svenire riesce a suonare il campanello del custode. Charlot, benché licenziato, arriva in soccorso e si impossessa della pistola. Sparando qualche colpo fa accorrere il direttore e un poliziotto, i quali però credono sia lui l'autore della rapina. Fortunatamente la segretaria, rinvenuta, rivela com'è andata davvero, così il dirigente viene arrestato e Charlot viene ricompensato.

## Distribuzione

### Data di uscita
Le date di uscita internazionali sono state:
- 24 settembre 1914 negli Stati Uniti
- 4 novembre 1915 in Danimarca (Den ny Portner)
- 1916 in Svezia (Chaplin som portvakt)
- 17 marzo in Spagna (Charlot conserje)
- 27 maggio 1922 in Finlandia
- 18 ottobre 1923 in Italia